# 平房农垦
平房农垦是中华人民共和国黑龙江省哈尔滨市平房区下辖的一个类似乡级单位。

## 行政区划
下辖以下地区：平房农垦虚拟生活区。